# Elisabetta Martinez
Elisabetta « Elisa » Martinez, née le 25 mars 1905 à Galatina en Italie, morte le 8 février 1991 à Rome, est une religieuse catholique italienne, fondatrice de la congrégation des Filles de Sainte Marie de Leuca. Elle est béatifiée le 25 juin 2023 à Lecce,.

## Biographie
Elisabetta Martinez naît à Galatina dans la région des Pouilles en Italie, le 25 mars 1905. Elle est l'aînée des huit enfants de Giacoma Martinez et Francesca Rizzelli.
Son père n'est pas d'accord avec la foi catholique, mais il accepte qu'elle soit baptisée, le 16 avril 1905 dans la paroisse des Saints Apôtres Pierre et Paul, à Galatina. Elle est éduquée chrétiennement par sa mère. Malgré le désaccord de son père, elle intègre la vie religieuse en avril 1928, chez les Sœurs de Notre-Dame de Piété du Bon Pasteur. Une fois admise, elle s'installe en avril 1928 dans la maison de la congrégation, située à Chieti. Le 29 septembre de la même année, elle reçoit l'habit religieux. Le 29 septembre 1929, elle fait sa première profession de vœux, prenant le nom religieux de Lucie. Mais en raison d’une grave infection pulmonaire, elle doit quitter l’institut.
Le 20 mars 1938, avec le soutien du père Luigi Cosi, curé de Miggiano, et avec l'accord de l'évêque d'Ugento, Giuseppe Ruotolo, elle fonde la Pieuse Union des Sœurs de l'Immaculée Conception. Le 15 août 1941, cette association est reconnue comme institut religieux. Elle décide de renommer son ordre en Congrégation des Filles de Sainte Marie de Leuca, en hommage au sanctuaire marial de la ville de Leuca,.
Au cours des années suivantes, mère Elisabetta effectue des tournées à travers l'Italie et à l'étranger. Elle renforce sa congrégation et résiste aux procès et aux calomnies. Elle est supérieure générale pendant la plupart de sa vie religieuse, jusqu'à sa démission en 1987. Elle meurt à la maison générale des Filles de Sainte Marie de Leuca, à Rome, le 8 février 1991. Ses restes reposent dans la Maison générale de la Via Tiberina, à Rome.

## Béatification
La procédure en béatification de mère Elisabetta est ouverte le 29 juillet 2016 dans le diocèse de Leuca. Le dossier est ensuite transmis à Rome, la phase romaine du procès commence le 14 septembre 2018. Le 20 avril 2021, la Commission particulière des consulteurs théologiques rend un avis positif pour la cause, suivi de l'approbation par l'Assemblée plénière des cardinaux et évêques membres du Dicastère pour la cause des saints le 28 septembre 2021. Le 13 octobre 2021, le pape François autorise la publication du décret reconnaissant les vertus héroïques d'Elisabetta Martinez. Le 23 février 2023, un miracle attribué à son intercession est reconnu,.
La béatification d'Elisabetta Martinez a lieu le 25 juin 2023. La cérémonie est présidée par le cardinal Marcello Semeraro sur la place Jean XXIII, devant le sanctuaire de Sainte Marie de Leuca,,. La bienheureuse Elisabetta Martinez est fêtée le 8 février.